# Праве, Георгий Константинович
Георгий Константинович Праве (7 марта 1862, Санкт-Петербург, Санкт-Петербургская губерния, Российская империя — 1925, Ставрополь, Северо-Кавказский край, РСФСР, СССР) — российский краевед и общественный деятель, награждённый грамотой «Герой Труда».

## Биография
Родился 7 марта 1862 года в Санкт-Петербурге. Предки его были выходцами из Швеции, в течение ряда поколений вполне обрусевшими.
В 1872 году поступил в классическую гимназию, но спустя полгода был переведен в коммерческое училище. Будучи в коммерческом училище, интересовался также литературой и философией и занимался систематическим их изучением. По окончании коммерческого училища предполагал поступить в университет для продолжения образования, но смерть отца и необходимость вследствие этого помогать семье не дали этой возможности. праве поступил на службу в Государственный банк, из которого спустя 3 месяца перешёл в частную сельскохозяйственную контору.
Начавшийся в 1884 году туберкулёз легких скоро вынудил Праве прекратить свои занятия. Быстро развивающаяся болезнь приняла настолько угрожающий характер, что Боткин, лечивший Праве, пришёл к выводу, что выздоровление больного положительно невозможно и никакое лечение или перемена климата не смогут его спасти. К счастью, значительно оптимистичнее оценил положение больного Бертенсон, настойчиво рекомендовавший Праве переезд на юг и указавший Ставрополь как пункт, по своему климату могущий помочь больному.
Приехав на жительство в 1885 году в город Ставрополь, стал работать в отделении Крестьянского поземельного банка, а с 1892 года — нотариусом. В этой должности пробыл до 1920 года, до закрытия нотариальных контор.
После этого активно включился в общественную жизнь города и губернии. Его жена и ближайший помощник во всех делах Мария Васильевна имела имущественный ценз, дававший право участия в выборах в городскую думу. Но как женщина, согласно закону, она могла передать право голоса мужчине, по своему усмотрению. Воспользовавшись этим, она при очередных выборах в городскую думу передала по доверенности свой голос мужу Георгию Константиновичу. Поскольку в городе его знали как человека ответственного, добросовестного, честно выполнявшего свой общественный долг, болевшего за нужды населения, то его выбрали городским гласным. После этого он постоянно избирался в состав городской думы и играл в ней видную роль в течение 25 лет.
В городе близко сошёлся с бывшим народовольцем, известным журналистом Я. В. Абрамовым, вместе с которым в 1887 году открыл первую в Ставрополе бесплатную общественную народную библиотеку. Активно участвовал в распространении просвещения — в создании воскресных школ, где сам преподавал, библиотек, в организации народных чтений. Был одним из инициаторов открытия народного университета в Ставрополе.
3 (14) декабря 1904 года передал в дар городу Ставрополю свою научную библиотеку для организации городского музея. В 1904 году училищная комиссия под его председательством предложила создать в Ставрополе городской музей учебных наглядных пособий. Эта инициатива была поддержана. Официально статус музея был получен в 1906 году. Его главной задачей было обслуживание школ и других учебных заведений. Благодаря стараниям Праве музей к началу Первой мировой войны располагал уникальной коллекцией по учебным предметам, сельскому хозяйству.
Был одним из учредителей Ставропольского отделения конституционно-демократической партии (ноябрь 1905 года), а затем и избранным председателем её местного комитета.
Общегубернское народное собрание в ночь с 31 декабря 1917 года на 1 января 1918 года постановило передать власть в губернии советам депутатов. Будучи членом партии народной свободы, Праве не приветствовал советскую власть. В то же время он считал, что поскольку власть утвердилась, её нужно поддерживать, ибо без этого не будет порядка в стране.
С установлением советской власти в губернии (1920 год) активно сотрудничал с нею в вопросах культуры, музейного дела, просвещения народа и защиты его интересов. Как активист губполитпросвета был награждён грамотой «Герой Труда». В 1920 году избираелся депутатом Ставропольского городского совета. Высоко оценивая его заслуги, совет Ставропольского института сельского хозяйства и мелиорации избрал его в 1922 году профессором педагогики.
Умер в 1925 году.

## Награды и звания
- Грамота «Герой Труда»[2]
- Был членом Русского экономического общества, председателем правления общества по изучению Северо-Кавказского края, почётным членом Ставропольского общества политкаторжан
- Почётный гражданин города Ставрополя[3]. Избран 9 марта (24 февраля) 1917 года[4]

## Память
Имя носит Ставропольский государственный краеведческий музей